# Preußisch-russischer Allianzvertrag (1726)

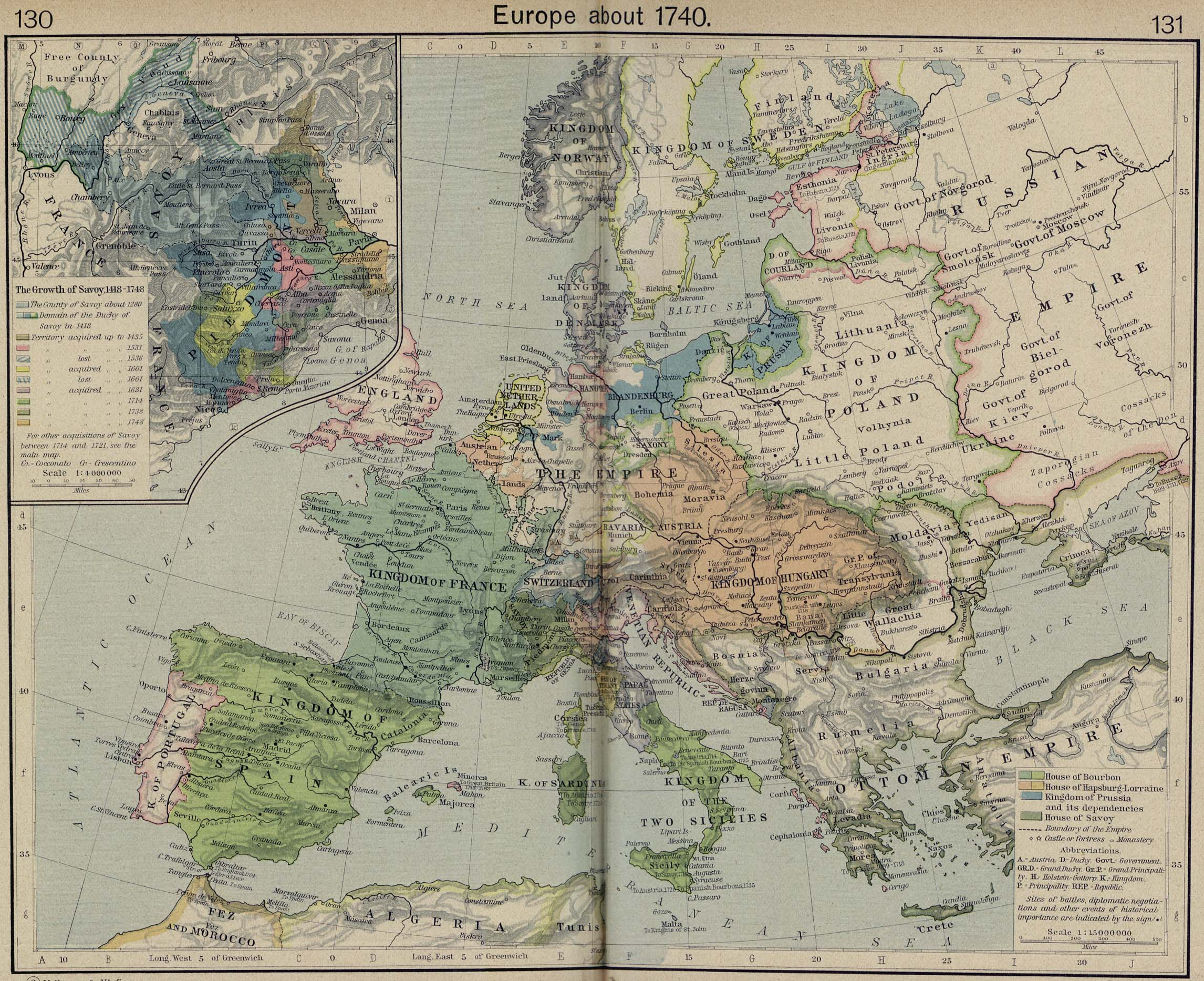
Europa um 1740

Der Preußisch-russische Allianzvertrag vom 10. August 1726 war ein Defensivbündnis zwischen Preußen und Russland. Neben verteidigungspolitischen Vereinbarungen enthält der Vertrag Bestimmungen zu Polen-Litauen und gegen Dänemark.

## Historischer Hintergrund
Der im Großen Nordischen Krieg wurzelnde außenpolitische Umbruch veränderte auch die Lage Polen-Litauens im europäischen Mächtesystem. Ab 1721 zeichnete sich eine Annäherung der beiden erstarkten Nachbarmächte Preußen und Russland ab. Polen, geografisch in der Mitte gelegen, wurde zum Gegenstand russisch-preußischer Diplomatie. 
Gleich nach dem Tode des Kaisers Peter I. war man in Berlin darauf bedacht, sich das Einvernehmen mit Russland auch unter der neuen Herrscherin zu sichern, und dem Gesandten in Petersburg Gustav von Mardefeld wurde daher am 26. Mai 1725 das Projekt einer mit der russischen Regierung zu schließenden Allianz übersandt. Zum Abschluss des Vertrages kam es aber in den nächsten Monaten noch nicht, vornehmlich weil die Frage der Nachfolge im Herzogtum Kurland noch immer nicht zur endgültigen Entscheidung gelangt war und weil die russische Regierung das durch den Herrenhauser Vertrag besiegelte Einvernehmen zwischen Preußen und den Westmächten nur ungern sah. Erst im April 1726 konnte Mardefeld das russische Gegenprojekt nach Berlin übersenden. Ab jetzt nahmen die Verhandlungen schnelleren Fortgang, da Österreich mit Preußen und mit Russland engere Bindungen suchte, und König Friedrich Wilhelm I. immer mehr von seinen Herrenhauser Verbündeten abrückte. Am 6. August wurde in Wien eine Defensivallianz zwischen Kaiser Karl VI. und der russischen Kaiserin Katharina I. abgeschlossen, vier Tage später erfolgte in Petersburg die Unterzeichnung der Allianz zwischen Katharina I. beziehungsweise Graf Gabriel Iwanowitsch Golowkin und den Gesandten König Friedrich Wilhelms I., Gustav von Mardefeld.

## Vertragsinhalt
Beide Parteien gewährleisteten sich in 16 Vertragsartikeln einander im Angriffsfall der angegriffenen Partei Hilfstruppen in Höhe von 5000 Mann zu stellen. Die Allianz wurde auf 18 Jahre festgelegt.
Zum ersten Mal enthielt eine vertragliche Absprache zwischen beiden Mächten Bestimmungen über Polen, die darauf abzielten, den politischen und auch territorialen Status quo zu zementieren. Die Bündnispartner verpflichteten sich nicht nur, das Herzogtum Kurland in seinem bisherigen Status zu erhalten (Erster Geheimartikel), sondern auch das Wahlkönigtum sowie den verfassungsmäßigen Status Polens zu bewahren (Dritter Geheimartikel) und das Wahlkönigtum gegen jeden Versuch der dynastischen Verfestigung zu schützen.  

## Diplomatische Folgen der Allianz
Im sogenannten Loewenwoldschen Vertrag von 1730 schloss sich Wien erstmals der Allianz (der Drei schwarzen Adler, bzw. Entente Cordiale) an, die vor allem angesichts der anstehenden polnischen Königswahl eine gemeinsame Polenpolitik festlegte. Für die polnische Innenpolitik war nicht nur die Frage der Stellung zur Königswahl von Belang, sondern auch der deutlich ausgedrückte Wille der späteren Teilungsmächte, keine den polnischen Staat stärkende Verfassungsreform zuzulassen.
Der Polnische Thronfolgekrieg (1733–1735/38) brachte schließlich die Bestätigung des Wettiners August III. auf dem polnischen Königsthron. Russland hatte damit gegen die französischen Interessen gesiegt, und das Protektoratssystem der drei Schwarzen Adler hatte seinen Mechanismus zur politischen Steuerung Polens bekräftigt.